# QSeq
El format de fitxers QSeq és un format basat en registres, de text simple que és produït per alguns seqüenciadors d'ADN. Serveix per emmagatzemar seqüències biològiques, qualitat d'aquests registres, informació de filtratge i metadades específiques.
Malgrat que la seva estructura de columnes tabulades sembla organitzada i útil, el format FASTQ ha tingut molt més d'èxit i ha deixat aquest relegat en l'ús bioinformàtic.